# Vidéographie de Björk

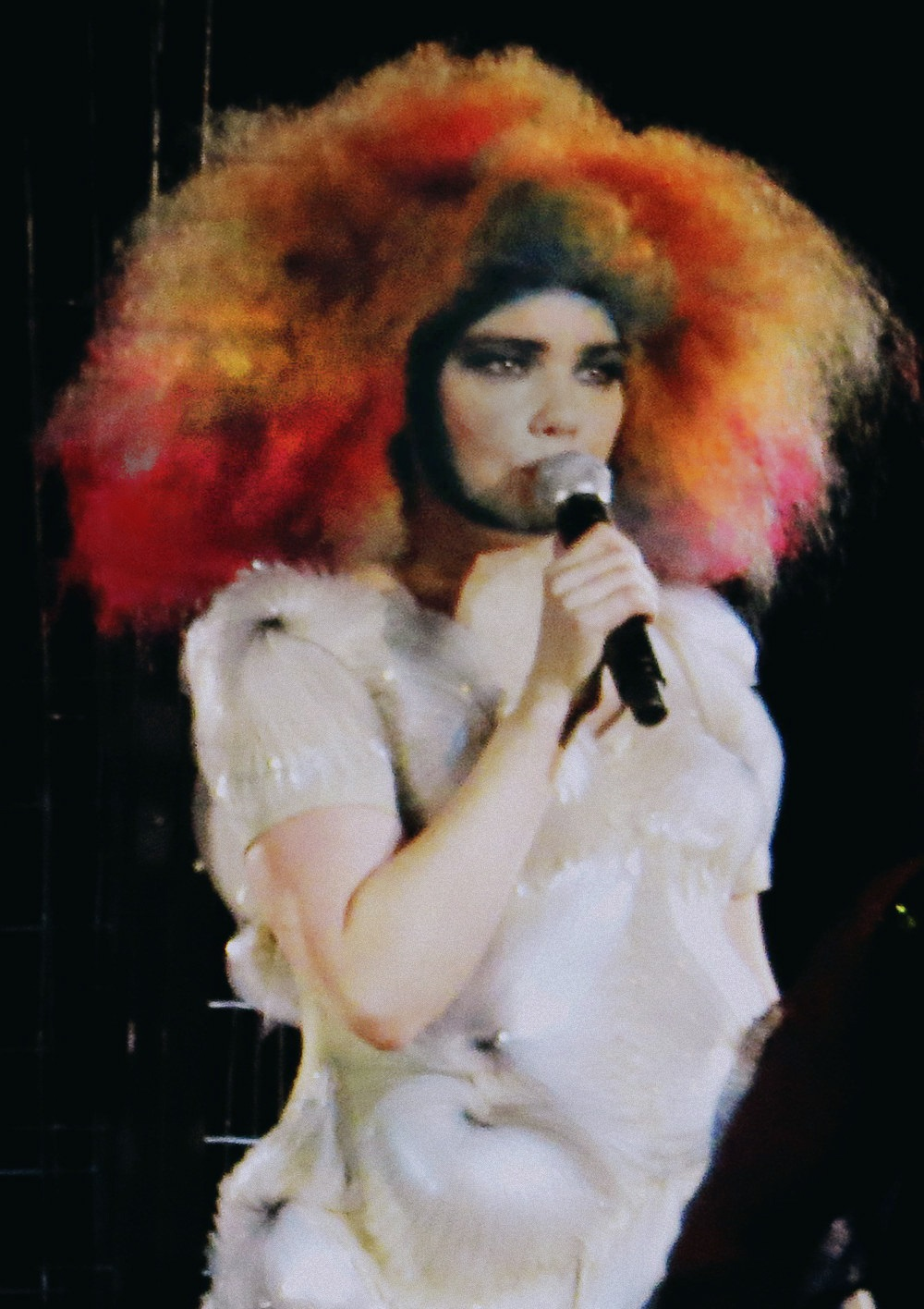
Photo de Björk au cirque en chantier, à Paris, durant le Biophilia Tour

Cette vidéographie de Björk liste les clips réalisés pour les chansons de la chanteuse, classés par année et par réalisateur. Pour les films dans lesquels elle a joué, voir l'article Björk.

## Commentaires
Le clip de Jóga, tourné en Islande, montre la nature islandaise, magnifique. À la fin, Björk étant debout sur un massif montagneux, la caméra s'approche d'elle jusqu'à entrer dans un trou de son pull puis dans sa cage thoracique, où réapparaît une île... l'Islande.
Le clip de Bachelorette, réalisé par Michel Gondry, est très inventif : au début Björk (ou plutôt Isobel, vu que Bachelorette est la suite de Isobel) trouve un livre aux pages vierges, enterré dans les bois où elle habite. Le livre commence alors à s'écrire tout seul, et il raconte l'histoire que "Isobel" est en train de vivre. Pour preuve : il dit en parlant à la première personne "un jour j'ai trouvé un gros livre enterré profondément dans la terre. Je l'ai ouvert, mais toutes les pages étaient vierges. Puis, à ma surprise, il a commencé à s'écrire."
Le livre dit alors à Isobel de prendre le train et d'aller chez un publieur bien précis, "Mr. Clark". Le livre indique alors que Isobel est tombée amoureuse du publieur. Clark montre le livre à son patron, qui l'adore et le met sous réserve. Le livre est enfin publié et est un succès. Isobel propose alors une pièce de théâtre sur son incroyable histoire. Parmi le public se trouve Clark, ravi. La pièce raconte alors toute l'histoire d'Isobel, avec un acteur jouant Clark. Mais à ce moment-là, la pièce se répète à n'en plus finir. Isobel rejoue toute la pièce, mais avec un détail important : la pièce rejouée montre un faux public, composé du "faux Clark" et d'autres personnes. À partir de ce moment-là, le visage du vrai Clark commence à se tendre. La scène est coupée par Björk et son compagnon, "le vrai Clark", en train de se disputer. Ensuite, une photo de magazine montre Isobel et Clark, avec écrit en gros titre "It's over!"(c'est fini !). Pendant ce temps-là, la pièce continue et Clark se transforme en arbuste. Le livre se met alors à s'effacer tout seul. Tout le public commence à se transformer en arbustes. La salle est alors envahie par les plantes et devient une forêt.
Pour Hunter, Björk est chauve et, avec la musique, se transforme en ours polaire en 3D.
Dans Alarm Call, considéré comme "Isobel à l'état sauvage", Björk est sur un radeau dans la jungle et rencontre toutes sortes d'animaux. À la fin du clip, elle est mordue par un piranha. Elle plonge alors la tête sous l'eau, voit une bande de piranhas et leur montre ses "crocs" pour leur faire peur.
Dans All Is Full of Love, réalisé par Chris Cunningham, Björk est représentée par un robot qui se fait construire par des machines. Un autre robot femme la rejoint et elles s'embrassent passionnément, tandis que les machines les perfectionnent. Le clip a été un succès critique et a reçu de nombreux prix. Avec All Is Full Of Love, ce sera la première fois qu'un single sera vendu accompagné d'un DVD.
Trois singles sont extraits de l'album Vespertine : Hidden Place, Pagan Poetry et Cocoon. Le premier clip, réalisé par le studio graphique M/M (Paris) et les photographes Inez Van Lamsweerde et Vinoodh Matadin, a été beaucoup diffusé sur les chaînes musicales. Les deux autres clips ont été beaucoup moins diffusés, à cause des thèmes explorés : la sexualité et la nudité. Pagan Poetry est réalisé par Nick Knight. Cocoon est réalisé par Eiko Ishioka.
Quatre clips extraits de l'album Medúlla ont été réalisés. Le clip d'Oceania, réalisé par Lynn Fox, reprenait les images diffusées sur écran géant lors des Jeux olympiques d'Athènes. Le titre Who Is It fut remixé avec un chœur de cloches. Spike Jonze réalisa le clip de Triumph of a Heart. Un extrait de Tetralogia réalisé par Gabríela Friðriksdóttir fut réutilisé pour le clip de Where Is The Line.

## Par année

### 1993
- Big Time Sensuality, réalisé par Stéphane Sednaoui
- Venus as a Boy, réalisé par Sophie Muller
- Human Behaviour, réalise par Michel Gondry
- Play Dead, réalisé par Danny Cannon

### 1994
- Violently Happy, réalisé par Jean-Baptiste Mondino

### 1995
- It's oh so quiet, réalisé par Spike Jonze
- Army of Me, réalisé par Michel Gondry
- Isobel, réalisé par Michel Gondry

### 1996
- Possibly Maybe, réalisé par Stéphane Sednaoui
- Hyperballad, réalisé par Michel Gondry

### 1997
- I Miss You (en), réalisé par Spümco
- Bachelorette, réalisé par Michel Gondry
- Jóga, réalisé par Michel Gondry

### 1998
- Hunter, réalisé par Paul White et Me Company
- Alarm Call, réalisé par Alexander McQueen

### 1999
- All Is Full of Love, réalisé par Chris Cunningham

### 2001
- Hidden Place, réalisé par Inez & Vinoodh et M/M Paris
- Pagan Poetry, réalisé par Nick Knight

### 2002
- Cocoon, réalisé par Eiko Ishioka
- It's In Our Hands, réalisé par Spike Jonze
- Nature Is Ancient, réalisé par Lynn Fox

### 2003
- Unravel, réalisé par Lynn Fox
- Pluto, réalisé par Lynn Fox
- It's In Our Hands (Soft Pink Truth Mix), réalisé par Lynn Fox
- Desired Constellation, réalisé par Lynn Fox
- Nameless, réalisé par Lynn Fox

### 2004
- Oceania, réalisé par Lynn Fox
- Who Is It, réalisé par Dawn Shadforth

### 2005
- Triumph of a Heart, réalisé par Spike Jonze
- Where Is the Line, réalisé par Gabríela Friðriksdóttir

### 2007
- Earth Intruders, réalisé par Michel Ocelot
- Innocence, réalisé par Fred & Annabelle
- Declare Independence, réalisé par Michel Gondry

## Par réalisateur
| - Play Dead, 1993 - All Is Full of Love, 1999 - Human Behaviour, 1993 - Army of Me, 1995 - Hyperballad, 1996 - Bachelorette, 1997 - Jóga, 1997 - Isobel, 1995 - Declare Independence, 2007 - Crystalline, 2011 - Cocoon, 2002 - It's oh so quiet, 1995 - Triumph of a Heart, 2005 - pagan Poetry, 2001 | - Alarm Call, 1998 - Violently Happy, 1994 - Venus as a Boy, 1993 - Earth Intruders, 2007 - Big Time Sensuality, 1993 - Possibly Maybe, 1996 - I Miss You (en), 1997 - Hunter, 1998 |  |